# Lista do Patrimônio Mundial na África Central
A Organização das Nações Unidas para a Educação, a Ciência e a Cultura (UNESCO) propôs um plano de proteção aos bens culturais do mundo, através do Comité sobre a Proteção do Património Mundial Cultural e Natural, aprovado em 1972. Esta é uma lista do Patrimônio Mundial existente na África Central, especificamente classificada pela UNESCO e elaborada de acordo com dez principais critérios cujos pontos são julgados por especialistas na área. A África Central, região na faixa vertical do continente africano imediatamente abaixo do Saara, é uma das sub-regiões classificadas pela UNESCO, sendo parte integrante da região África.
A sub-região da África Central é composta pelos Estados-membros: Angola, Camarões, Chade, Gabão, Guiné Equatorial, República Centro-Africana, República Democrática do Congo, República do Congo, Ruanda e São Tomé e Príncipe. O sítio Parque nacional de Virunga (que integra o Patrimônio Mundial na República Democrática do Congo) foi o primeiro local da África Central reconhecido pela UNESCO, em 1979. No decorrer dos anos, o país teve outros quatro sítios reconhecidos, sendo atualmente o país da sub-região com o maior número de bens listados; seguido pelo Chade (2 sítios); República Centro-Africana (2 sítios) e Camarões (2 sítios).  
A sub-região conta ainda com um sítio compartilhado: Trinacional Sangha, que engloba três grandes parques nacionais de Camarões, República Democrática do Congo e República Centro-Africana.

## Sítios do Patrimônio Mundial
A região da África Central conta atualmente com os seguintes lugares declarados como Patrimônio da Humanidade pela UNESCO:
| Sítio                                                        | Imagem | País                                                                  | Localização              | Critério                      | Ano  | Descrição | Ref.   |
| ------------------------------------------------------------ | ------ | --------------------------------------------------------------------- | ------------------------ | ----------------------------- | ---- | --- | ------ |
| Parque nacional de Virunga                                   |        | República Democrática do Congo                                        | Quivu do Norte           | Natural: (vii), (viii), (x)   | 1979 | O parque compreende pântanos, savanas e campos de neve. Virunga foi inscrito na Lista do Patrimônio Mundial em Perigo em 1994 devido ao Genocídio em Ruanda e o consequente aumento da população de refugiados no parque, desmatamento, caça furtiva, saída de funcionários do parque e esgotamento das florestas. | [ 5 ]  |
| Parque nacional de Kahuzi-Biega                              |        | República Democrática do Congo                                        | Quivu                    | Natural: (x)                  | 1980 | O parque é dominado por dois vulcões extintos, Kahuzi e Biega. Também possui fauna abundante, incluindo os gorilas-de-Grauer. O parque foi considerado ameaçado de extinção em 1997, quando o desmatamento e a caça se tornaram um grande problema. | [ 6 ]  |
| Parque nacional da Garamba                                   |        | República Democrática do Congo                                        | Oriental                 | Natural: (vii), (x)           | 1980 | O parque tem vastas savanas, pastagens e bosques, com elefantes, girafas, hipopótamos e o rinoceronte branco. Garamba foi considerada ameaçada após a diminuição da população de rinocerontes brancos na área, mas foi removida da lista em 1991. | [ 7 ]  |
| Parque Nacional de Salonga                                   |        | República Democrática do Congo                                        | Kasaï/Mai-Ndombe/Tshuapa | Natural: (vii)(ix)            | 1984 | A maior reserva de floresta tropical da África está situada no coração da bacia do rio Congo e só é acessível por água. É o habitat de espécies ameaçadas de extinção, como o bonobo, o pavão-congolês, o elefante-da-floresta e o crocodilo-de-focinho-delgado. O sítio foi considerado Patrimônio Mundial em Perigo em 1999, devido ao aumento das atividades de caça furtiva e invasões. | [ 8 ]  |
| Reserva de fauna de Dja                                      |        | Camarões                                                              | Centro                   | Natural: (ix), (x)            | 1987 | Entre as maiores e mais bem protegidas florestas tropicais da África, a reserva camaronesa é quase completamente cercada pelo rio Dja e contém 107 espécies de mamíferos, das quais cinco estão ameaçadas. | [ 9 ]  |
| Parque Nacional de Manovo-Gounda St. Floris                  |        | República Centro-Africana                                             | Bamingui-Bangoran        | Natural: (ix), (x)            | 1988 | O parque apresenta vastas savanas com uma riqueza de flora e fauna, como rinocerontes negros, elefantes, chitas, leopardos, cães selvagens, gazelas-de-testa-vermelha e búfalos. O local foi inscrito na Lista do Patrimônio Mundial em Perigo em 1997 devido ao pastoreio e à caça furtiva que se acredita ter ceifado 80% da vida selvagem do parque. | [ 10 ] |
| Reserva de Fauna dos Ocapis                                  |        | República Democrática do Congo                                        | Oriental                 | Natural: (x)                  | 1996 | Cobrindo um quinto da Floresta Tropical Ituri na bacia do rio Congo, a reserva contém muitas espécies ameaçadas de primatas e aves. É habitada pelas tribos nômades pigmeus Mbuti e Efé. | [ 11 ] |
| Ecossistema e Paisagem Cultural Relíquia de Lopé-Okanda      |        | Gabão                                                                 | Ogoué-Ivindo             | Misto: (iii), (iv), (ix), (x) | 2007 | O parque apresenta florestas tropicais e savanas bem preservadas, resultando em um ecossistema diversificado composto por grandes mamíferos ameaçados de extinção. | [ 12 ] |
| Trinacional Sangha                                           |        | Camarões · República Democrática do Congo · República Centro-Africana | Sangha-Mbaéré Sangha     | Natural: (ix), (x)            | 2012 | Localizado no noroeste da Bacia do Congo, o sítio compreende três parques nacionais contíguos totalizando cerca de 750.000 hectares. Grande parte do local não é afetado pela atividade humana e apresenta uma gama diversificada de ecossistemas de floresta tropical úmida com flora e fauna ricas, incluindo o crocodilo-do-Nilo e peixe-tigre-golias. As clareiras da floresta sustentam espécies herbáceas e a Sangha é o lar de populações consideráveis de elefantes-da-floresta e gorilas das planícies ocidentais criticamente ameaçados e chimpanzés ameaçados de extinção. | [ 13 ] |
| Lagos de Ounianga                                            |        | Chade                                                                 | Ennedi                   | Natural: (vii)                | 2012 | Os Lagos de Ounianga são uma série de 18 lagos localizados no deserto do Saara, no nordeste do Chade. Eles exibem uma variedade de tamanhos, profundidades, composições químicas e colorações, e alguns deles abrigam fauna aquática. | [ 14 ] |
| Planalto do Ennedi                                           |        | Chade                                                                 | Ennedi                   | Misto: (iii), (vii), (ix)     | 2016 | O Planalto do Ennedi foi esculpido ao longo do tempo pela erosão hídrica e eólica em um planalto caracterizado por cânions e vales que apresentam uma paisagem caracterizada por falésias, arcos naturais e pilares. Nos cânions maiores, a presença permanente da água desempenha um papel essencial no ecossistema do maciço, abastecendo a flora e a fauna bem como a atividade humana. | [ 15 ] |
| M'Banza Congo, vestígios da capital do antigo Reino do Congo |        | Angola                                                                | Zaire                    | Cultural: (iii), (iv)         | 2017 | A localidade de M'banza Kongo, situada num planalto a 570 metros de altitude, foi a capital política e espiritual do Reino do Congo, um dos maiores estados constituídos da África Austral entre os séculos XIV e XIX. | [ 16 ] |
| Parque nacional de Ivindo                                    |        | Gabão                                                                 | Ogooué-Ivindo            | Natural: (ix), (x)            | 2021 | O sítio abrange uma área de 300.000 hectares banhada por uma bacia de rios de águas escuras. Possui corredeiras e cachoeiras margeadas por mata atlântica intacta, criando uma paisagem de grande valor estético. Os habitats aquáticos do local abrigam espécies endêmicas de peixes de água doce, 13 das quais estão ameaçadas de extinção, e pelo menos sete espécies de algas da família Podostemaceae. | [ 17 ] |